# Kulajda
Kulajda je tradiční česká bílá polévka původem z jižních Čech, která se skládá ze smetany, hub, vajíčka, brambor, kopru a dalšího koření. Typická je pro svoji neobvyklou kombinaci chutí a vůní především díky kopru. Do polévky se přidává vejce na tvrdo nebo nejčastěji zastřené vejce.

## Složení
Pro přípravu kulajdy neexistuje jednotný recept, který by byl univerzální. Vyskytuje se mnoho variant, které se odlišují kořením a dalšími přísadami přidávanými do polévky. Občas se kulajda pro svoji sytost podává jako samostatný hlavní chod místo předkrmu. Mezi základní ingredience patří brambory, smetana, vajíčka, máslo, mouka a čerstvý kopr. Pro dokyselení polévky se používá ocet nebo zakysaná smetana. Velice často jsou základem kulajdy také houby, které však v historických záznamech chybí.

## Historie
Původ názvu kulajda není dodnes jednoznačný. Podle rodinné tradice Víta Korce z Trutnova jde o zkomolené jméno kdysi známé jihočeské lidové kuchařky Adelajdy Kuhové, narozené roku 1805, která byla původem Němka, takže se její jméno podle šumavského zvyku vyslovovalo Kuh Adelajde. Z tohoto jména lze odvodit po vypuštění některých slabik slovo kulajda. Další možností je, že slovo kulajda vzniklo z nářečního slova zakulat či zakudlit čili zahustit (moukou, případně jíškou) a tak vyjádřit, že se jedná o hustou polévku. Nářeční sloveso zakudlit vzniklo pravděpodobně obměnou původního zakvedlat či zakverlat, které souvisí s německým slovesem quielen, tedy kvedlat.
Existují také krajové varianty kulajdy. Na Vysočině říkají kudlavka, na Milevsku kulimajda. Samotný název kulajda eviduje Ústav pro jazyk český ze Sušicka, Táborska a Pelhřimovska.

## Zahraničí
Ve světě je známá podobná polévka pod názvem parmentier podle francouzského lékaře, agronoma a propagátora brambor z konce 18. století Antoina-Augustina Parmentiera. Ten polévku nevymyslel, ale byla po něm pojmenovaná za zásluhy. Jedná se o hustou bramborovou polévku s mlékem, jejíž hlavní přísadou je pórek.